# 帕布羅·阿吉拉爾
帕布羅·阿吉拉爾（西班牙語：Pablo Aguilar，1989年2月9日—），西班牙籃球運動員。他現在效力於西班牙籃球聯賽球隊加那利。他也代表西班牙國家男子籃球隊參賽，曾隨隊參加2015年歐洲籃球錦標賽，並獲得冠軍。